# Pristava pri Lesičnem
Pristava pri Lesičnem – wieś w Słowenii, w gminie Podčetrtek. W 2018 roku liczyła 57 mieszkańców.